# Ham Heung-chul
Lua-Fehler in Modul:Vorlage:Infobox_Fußballspieler, Zeile 112: bad argument #1 to 'pairs' (table expected, got boolean)Lua-Fehler in Modul:Vorlage:Infobox_Fußballspieler, Zeile 112: bad argument #1 to 'pairs' (table expected, got boolean)
Ham Heung-chul (* 17. November 1930 in Seoul; † 11. September 2000 beim Seoraksan) war ein südkoreanischer Fußballtorhüter.

## Karriere

### Spieler
Ham war Teil des Kaders der südkoreanischen Nationalmannschaft bei der Weltmeisterschaft 1954, kam hier jedoch in keiner Partie zum Einsatz. Mit der Nationalmannschaft gewann er dann noch die Asienmeisterschaft 1956 sowie das Turnier im Jahr 1960. Zudem war er Teil der Mannschaft bei den Olympischen Spielen 1964 in Tokio, wo er bei jedem Gruppenspiel seiner Mannschaft das Tor hütete.

### Trainer
Als Trainer agierte er ab 1972 mehrfach für ein paar Jahre jeweils als südkoreanischer Nationaltrainer, hier nahm er mit der Mannschaft auch an den Asienspielen 1978 teil. Ab 1982 wurde er dann Trainer des Hallelujah FC, welchen er in der Saison 1983 zur ersten Meisterschaft in der neuen K League führte, danach verblieb er noch bis 1985 bei dem Klub. Ab 1989 war er bis 1991 noch bei den Yukong Elephants auf verschiedenen Positionen aktiv.